# Groveland, Idaho
Groveland är en så kallad census-designated place i Bingham County i Idaho. Vid 2010 års folkräkning hade Groveland 877 invånare.